# Karl Fuchs (Mediziner)

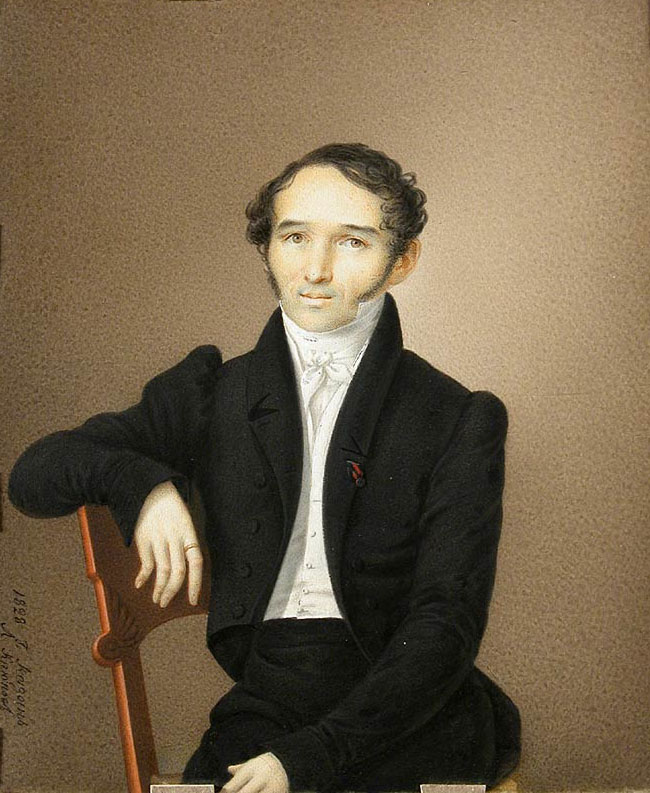
Karl Friedrich Fuchs (Lew Krjukow, 1828)

Karl Friedrich Fuchs (russisch Карл Фёдорович Фукс; * 17. September 1776 in Herborn, Grafschaft Nassau-Diez; † 24. Apriljul. / 6. Mai 1846greg. in Kasan) war ein deutsch-russischer Arzt, Botaniker, Ethnologe und Hochschullehrer.

## Leben
Fuchs wuchs in einer Familie mit 21 Kindern auf und erhielt seinen ersten Unterricht zu Hause. Sein Vater Johann Friedrich Fuchs (1739–1832) war Professor der Theologie und Rektor der Hohen Schule Herborn, in die der Sohn 1793 eintrat und in der er medizinische Vorlesungen hörte. Es folgte ein zweijähriges Medizinstudium an der Universität Göttingen. Mit einer Dissertation über die Werke Andrea Cesalpinos wurde er von der Universität Marburg 1798 zum Doktor der Medizin und Chirurgie promoviert. Darauf eröffnete er eine Arztpraxis.
1800 wurde Fuchs Regimentsarzt in St. Petersburg. Neben Englisch, Französisch und Italienisch beherrschte er gut Russisch. 1801 unternahm er eine lange Reise in den russischen Osten und führte naturkundliche und insbesondere botanische Untersuchungen durch. Nach seiner Rückkehr im Herbst 1805 nach St. Petersburg berief ihn der Bildungsminister Michail Nikititsch Murawjow auf Empfehlung Göttinger Gelehrter als Professor für Geschichte der Naturkunde und Botanik an die neue Universität Kasan. Dort überwogen zunächst ausländische Professoren, die ihre Vorlesungen auf Deutsch, Französisch und Latein hielten. Dank seiner Russisch-Kenntnisse hatte Fuchs viele Studenten, zumal er den Leitfaden der Geschichte der Naturkunde seines Göttinger Lehrers Johann Friedrich Blumenbach ins Russische übersetzte. Neben seinen Vorlesungen führte er Exkursionen zum Sammeln von Pflanzen und Insekten mit seinen Studenten durch, wie dies sein Student Sergei Timofejewitsch Aksakow beschrieb. Auch legte er einen Botanischen Garten an der Universität an.
1812 eröffnete Fuchs zusätzlich eine Arztpraxis. Da die einfachen Leute Arzneimittel aus Apotheken ablehnten, behandelte er sie nach Möglichkeit mit Hausmitteln. Dafür hatte er einen großen Vorrat von Heilpflanzen, der von seinen Bauern-Patienten immer wieder aufgefüllt wurde. Er beobachtete die gesundheitliche Situation in der Wolgaregion und veröffentlichte regelmäßig Notizen über Temperatur, Luftdruck, Winde, Krankheiten, Vogelzug, Auftreten der Schmetterlinge und Pflanzenwuchs in der Kasaner Zeitung. Auch widmete er sich der Ethnologie, Archäologie und Geschichte der Wolgaregion und beobachtete insbesondere die religiösen Bräuche der Völker des Gouvernements Kasan. Besonders intensiv lernte er die Tataren kennen, da er als einziger Arzt Tatarinnen behandeln durfte. Dabei begann er mit dem Sammeln von Münzen und Manuskripten. Dazu kamen auch Manuskripte von Altgläubigen und aus Starez-Skiten. Christian Martin Joachim Frähn studierte und ordnete die schnell wachsende Sammlung, bevor er Kasan verließ. Graf Michail Michailowitsch Speranski lernte auf der Durchreise in Kasan Fuchs kennen und war von seiner Arbeit sehr beeindruckt.
Als 1816 sich das örtliche Komitee der Kaiserlichen Philanthropischen Gesellschaft gründete, wählte es Fuchs zu seinem Ehrenkurator. Er zahlte jährlich 50 Rubel in die Kasse und behandelte die Unterstützungsbedürftigen kostenlos. 1818 wurde er von Michail Petrowitsch Baratajew in die Simbirsker Freimaurerloge aufgenommen.
Nach dem Tod des ersten gewählten Rektors der Universität Kasan Johann Baptist Braun erhielt Fuchs 1819 dessen Lehrstuhl für Pathologie und Therapie. 1820 wurden ihm dazu die Vorlesungen über Anatomie, Physiologie und Rechtsmedizin übertragen. In dieser Zeit geriet die Universität Kasan in große Schwierigkeiten, indem nach der Revision der Universität 1819 durch den Kurator Michail Leontjewitsch Magnizki bis 1826 viele Professoren entlassen wurden. 1820–1824 war Fuchs Dekan der ärztlichen Abteilung der medizinischen Fakultät der Universität Kasan. 1821 heiratete Fuchs die Dichterin Alexandra Andrejewna Apechtina, Tochter des Gutsbesitzers A. I. Apechtin in Tscheboksary und Nichte des Dichters Gawriil Petrowitsch Kamenew. Mit seiner Frau besuchte er die Dörfer der Tschuwaschen und Tscheremissen für die gemeinsamen ethnologischen Studien. Fuchs studierte auch die Wotjaken und Mordwinen auf den Reisen zum Landsitz der Tante seiner Frau und bei einem Besuch Chistopols. Das Haus der Familie Fuchs wurde ein Zentrum der Kasaner gebildeten Gesellschaft. Zu den Gästen gehörten die durchreisenden August Franz von Haxthausen, Matthias Alexander Castrén, Alexander von Humboldt und Alexander Sergejewitsch Puschkin.
1823 wurde Fuchs als Nachfolger von Grigori Borissowitsch Nikolski zum Rektor der Universität Kasan gewählt. Er gründete sogleich ein Universitätsmuseum, dem er seine Münzsammlung 1823 übertrug (1850 kam die Münzsammlung nach St. Petersburg). Im gleichen Jahr bereiste er den Ural und studierte die Minerale und die Organisation des Bergbaus. Er setzte sich für das Studium der Berufskrankheiten der Bergarbeiter ein und für die Verbesserung der sozialen Situation der Bergarbeiter. 1824 wurde ein Haus für den Rektor gebaut und 1825 ein neues Universitätsgebäude. 1826 holte er den Orientalisten Alexander Kassimowitsch Kasembek an die Universität. 1827 wurde nach Fuchs sein Schüler Nikolai Iwanowitsch Lobatschewski Rektor der Universität. 1829 wurde am Kaban-See ein bedeutend größerer Botanischer Garten angelegt, der heute der Kasaner Zoo ist. Während der ersten Cholera-Epidemie 1830 behandelte Fuchs erfolgreich die Kranken in Kasan und anderen Städten der Wolgaregion und veröffentlichte seine Beobachtungen und Behandlungsmethoden. Fuchs war Staatsrat (5. Rangklasse). 1833 schied er aus dem Dienst.
Bald nach dem großen Brand in Kasan 1842 erlitt Fuchs seinen ersten Schlaganfall. Im Frühjahr 1846 erkrankte er schwer. Seinem Trauerzug folgte eine riesige Menschenmenge, darunter viele Tataren ohne ihre Kopfbedeckung.
1896 wurden entsprechend einem Beschluss der Kasaner Stadtduma auf dem lutherischen Teil des Arskoje-Friedhofs ein Grabdenkmal für Fuchs auf seinem Grab aufgestellt und auf dem hohen Ufer der Kasanka der Fuchsgarten angelegt. Die Straße an der deutsch-lutherischen St.-Katharina-Kirche wurde auf kaiserlichen Befehl in Fuchsstraße umbenannt. In sowjetischer Zeit verschwand der Name Fuchs. Seit 1996 gibt es wieder die Fuchs-Straße und den Fuchsgartenplatz mit einem Fuchsdenkmal der Bildhauer Andrei Wladimirowitsch Balaschow und Igor Alexandrowitsch Koslow, das im Beisein des deutschen Botschafters Ernst-Jörg von Studnitz eingeweiht wurde. 1997 wurde das Haus von Professor Fuchs zum Kulturdenkmal der Republik Tatarstan erklärt. Es trägt seit 1996 eine tatarisch-russisch-deutsche Gedenktafel:

Бу йортта 1812—1846 елларда Казан шәhәренең мактаулы кешесе, Казан университетының атказанган профессоры КАРЛ ФУКС яшәде hәм иҗат итте
В этом доме в 1812—1846 гг. жил заслуженный профессор Казанского университета, почетный гражданин Казани КАРЛ ФУКС
Hier lebte und wirkte von 1812—1846 KARL FUCHS Verdienter Professor der Kasaner Universitat Ehrenburger der Stadt Kasan

Die Deutsche Karl-Fuchs-Gemeinschaft zu Kasan bemüht sich um Rettung des sanierungsbedürftigen Hauses.

## Ehrungen, Preise
- Orden des Heiligen Wladimir IV. Klasse (1819)
- Orden der Heiligen Anna II. Klasse (1824)
- Diamanten zum Orden der Heiligen Anna (1926)